# Ourouër
Ourouër war eine französische Gemeinde mit 333 Einwohnern (Stand: 1. Januar 2014) im Département Nièvre in der Region Bourgogne-Franche-Comté. Sie gehörte zum Arrondissement Nevers und war Teil des Kantons Guéreigny. Zum 1. Januar 2017 wurde sie mit der Nachbargemeinde Balleray zur Commune nouvelle Vaux d’Amognes vereinigt.

## Geografie
Ourouër liegt etwa 14 Kilometer nordöstlich von Nevers. 

## Bevölkerungsentwicklung
| Jahr                      | 1962 | 1968 | 1975 | 1982 | 1990 | 1999 | 2006 | 2013 |
| Einwohner                 | 325  | 284  | 275  | 257  | 324  | 332  | 321  | 341  |
| Quelle: Cassini und INSEE |      |      |      |      |      |      |      |      |

## Sehenswürdigkeiten
- Kirche Saint-Fiacre aus dem 12./13. Jahrhundert, Monument historique
- keltisches Oppidum
- Schloss Nyon aus dem 18. Jahrhundert

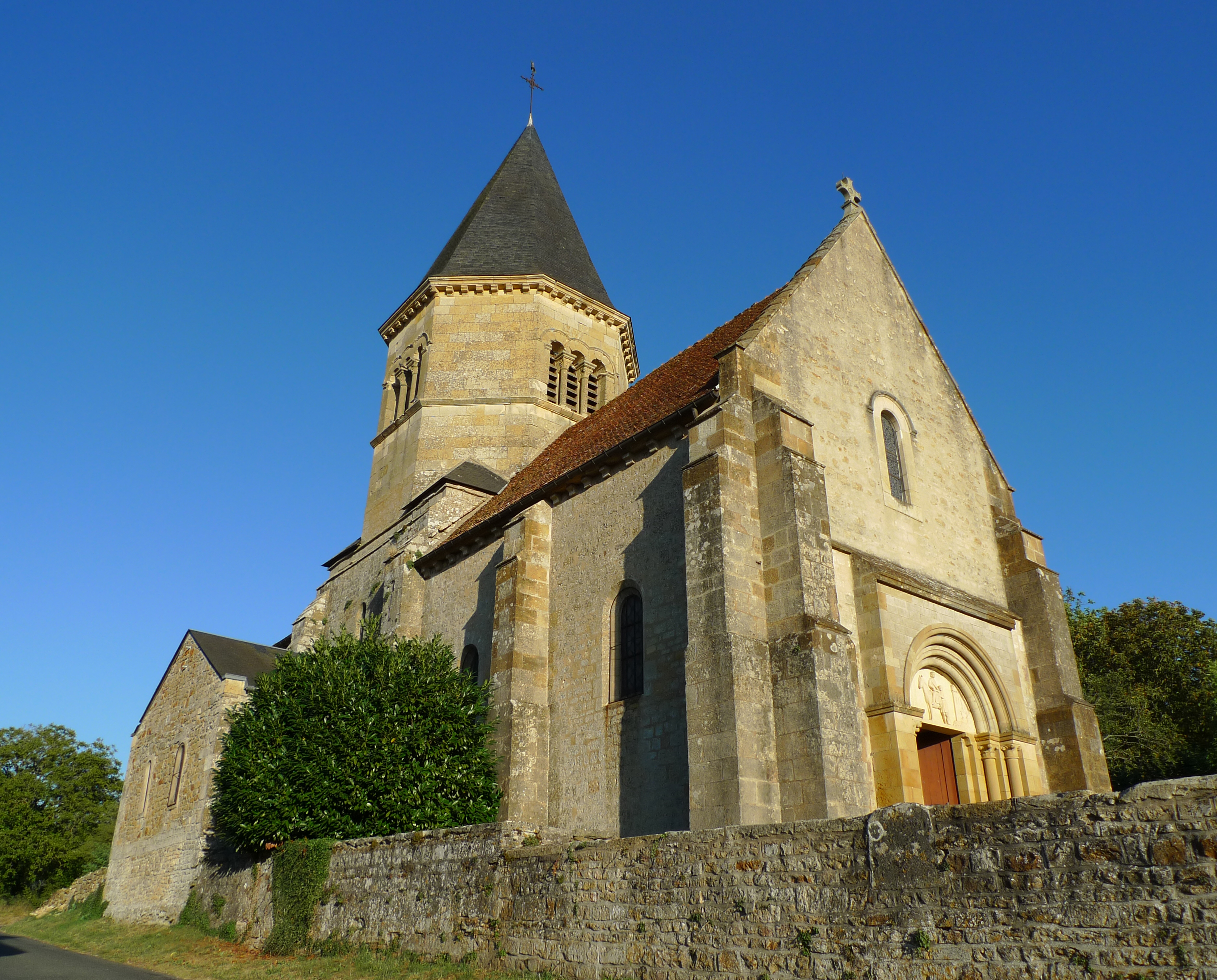
Kirche Saint-Fiacre